# Heroes (canção de Shinedown)
"Heroes" é uma canção escrita por Brent Smith, Jasin Todd e Tony Battaglia, gravada pela banda Shinedown.
É o segundo single do segundo álbum de estúdio lançado em 2005 Us and Them.

## Paradas
| Ano  | Parada                     | Posição |
| ---- | -------------------------- | ------- |
| 2006 | Hot Mainstream Rock Tracks | 4       |
| 2006 | Modern Rock Tracks         | 28      |